# Maison d'arrêt d'Amiens
La maison d'arrêt d'Amiens est une maison d'arrêt française située dans la commune d'Amiens, dans le département de la Somme et dans la région des Hauts-de-France.
L'établissement dépend du ressort de la direction interrégionale des services pénitentiaires de Lille. Au niveau judiciaire, l'établissement relève du tribunal judiciaire et de la cour d'appel d'Amiens.
L'établissement a été détruit durant la Seconde Guerre mondiale dans le cadre de l'Opération Jéricho et a été reconstruite après-guerre.

## Histoire
Construite à partie de 1904, la maison d'arrêt d'Amiens ouvre en 1906.

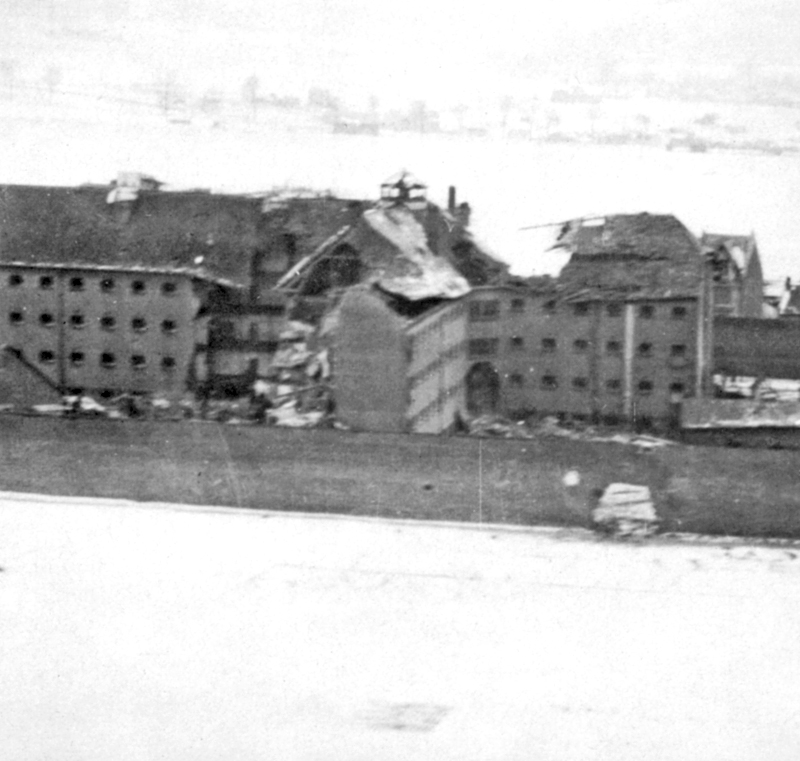
Maison d'arrêt d'Amiens partiellement détruite après les bombardements de l'Opération Jéricho

Durant la Seconde Guerre mondiale, la prison est occupée par l'armée allemande et est notamment utilisée pour emprisonner les espions et résistants. Elle est cependant détruite le 18 février 1944 à 12 h 15 par la Royal Air Force lors d'un raid aérien réalisé dans le cadre de l'Opération Jéricho. Cette opération, destiné à libérer des agents secrets alliés et des résistants français, fit 105 morts.
L'établissement fut reconstruit après la fin de la Seconde Guerre mondiale sur le site de l'ancienne prison détruite et a bénéficié depuis de plusieurs opérations de rénovations et réaménagements.

## Description
Située au 85 Avenue de la Défense-Passive à Amiens, la maison d'arrêt est le seul établissement pénitentiaire du département de la Somme. Elle dépend du ressort de la direction interrégionale des services pénitentiaires de Lille et, au niveau judiciaire, relève du tribunal judiciaire et de la cour d'appel d'Amiens,. L'établissement reçoit cependant également des détenus issus des tribunaux judiciaires d'Abbeville et de Péronne.
D'une superficie de 12 486 m2 dont 3 938 m2 bâtis, l'établissement a une capacité d'accueil de 228 places pour des détenus majeurs hommes et femmes, prévenus ou condamnés à des peines de moins d'un an. Il est composé d'un quartier administratif, d'un quartier « Maison d'arrêt Hommes » constitué de deux bâtiments, d'un quartier « Maison d'arrêt Hommes » destiné à accueillir de jeunes détenus âgés de 18 à 21 ans, d'un quartier « Maison d'arrêt Femmes » et d'un quartier SMPR. L'établissement a également accueilli des détenus mineurs mais cette mission a été par la suite transférée à l'établissement pénitentiaire spécialisé pour mineurs de Quiévrechain à l'ouverture de ce dernier,[réf. à confirmer].
Au 1er février 2024, l'établissement accueillait 528 détenus, soit un taux d'occupation de 197 %.

## Détenus notables
- Albertine Sarrazin[8]
- Jacques Rançon
- Émile Molet

## Événements notables
Plusieurs évasions notables ont ainsi eu lieu. En novembre 2015, trois détenus s'évadent en sciant les barreaux de leur cellule et en quittant l'établissement à l'aide de cordages et de draps,, les évadés ayant été repris par la suite en France et en Norvège, En mai de l'année suivant, deux autres détenus s'évadent de la même manière,.
L'établissement a également connus plusieurs agressions à l'encontre du personnel de surveillance ainsi que des mutineries de détenus nécessitant l'intervention des ERIS.
En 2011, trois surveillants de l'établissement sont mis en examen pour non-assistance à personne en péril à la suite du décès d'un détenu par surdose médicamenteuse.

## La prison dans l'art et la culture
L'histoire de la destruction de la prison d'Amiens lors du raid de l'Opération Jéricho a donné lieu à plusieurs livres ou œuvres audiovisuelles telles que Jéricho, sorti en 1946.
Le Festival international du film d'Amiens a créé le Prix de la Maison d’Arrêt d’Amiens. Deux jurys de détenus (quartier femmes et quartier hommes) décernent chacun leur prix. L'ensemble des courts métrages en compétition sont diffusés sur le circuit vidéo interne de la maison d'arrêt d'Amiens[réf. nécessaire].